# خلیج آنابار
خلیج آنابار (روسی: Анабарский залив، آوانگاری Anabarskiy Zaliv) یک خلیج در دریای لاپتف و جمهوری یاقوتستان کشور روسیه است.